# Lasius bicornis
Lasius bicornis (лат.) — вид муравьев из рода Lasius. Научное название вида было впервые официально опубликовано в 1850 году немецким энтомологом Арнольдом Фёрстером.

## Описание
Самки жёлтого цвета, длина тела 4-4,5 мм, внешне похожи на Lasius umbratus, но отличаются меньшими размерами и равномерно затемнёнными крыльями (у L. umbratus крылья затемнены сильнее в прикорневой половине). Окончательное определение вида проводится по форме чешуйки стебелька (петиолюса). Самцы тёмно-коричневые, длина тела всего 4,8-5,5 мм.

## Распространение
Ареал L. Bicornis простирается от Южной и Центральной Европы на восток вплоть до Гималаев. Изолированная популяция этого вида обнаружена в Смоланде.

## Образ жизни
Обитает в лиственных лесах. Гнёзда строит в трухлявой древесине (пнях, валежнике) или мёртвых частях живых деревьев.
Живёт колониями, которые обычно располагаются в гнездах других близкородственных видов муравьев, часто Lasius brunneus или Lasius platythorax.